# Crystal Mines
Crystal Mines is een videospel voor het platform Nintendo Entertainment System. Het spel werd ontwikkeld en uitgebracht in 1989 door Color Dreams. De speler bestuurt een CM-205 mijnrobot en zijn doel is "Starla" kristallen te halen van een andere planeet.

## Ontvangst
| Beoordeeld door   | Datum      | Score |
| ----------------- | ---------- | ----- |
| Joystick (French) | Sept. 1990 | 74%   |
| Power Play        | Sept. 1990 | 64%   |